# Крупеников, Сергей Иванович
Серге́й Ива́нович Крупе́ников (22 июня 1963, Ленинград — 26 августа 2012, Белоостров, Санкт-Петербург) — советский ребёнок-актёр. С 1972 по 1977 год снялся в пяти кино- и телефильмах.

## Биография
Родился в Ленинграде 22 июня 1963 года. Родители были людьми, не имевшими никакого отношения к кино (мать — инженер-конструктор, отец — служащий жилищной системы).

### Карьера в кино
В кино попал после сообщения по радио о том, что на «Ленфильм» приглашаются дети для пополнения актёрской картотеки. Дебютом Серёжи стала снятая «Леннаучфильмом» двенадцатиминутная научно-популярная лента «Мальчик и машина».
В 1973 году вышла короткометражная комедия «Где это видано, где это слыхано» по рассказу Виктора Драгунского, где Крупеников сыграл Дениса Кораблёва. Этот фильм принёс Крупеникову славу в основном среди сверстников, но следующая картина «Дорогой мальчик», снятая по пьесе Сергея Михалкова, прославила его на весь Союз, так как этот фильм стал чем-то вроде отечественного боевика. В 1975 году дважды появлялся на обложке журнала «Советский экран». Уже тогда актёрская карьера стала тяготить мальчика. В первую очередь из-за славы, потому что он считал, что работа актёра — это «жизнь напоказ».
После выхода «Где это видано, где это слыхано» Крупеников был переведён из школы № 25 в школу № 345, где снимался фильм. Учителя, чтобы не внушать ему превосходства, не давали мальчику никаких поблажек и отчитывали по любой причине. Впоследствии это помогло, когда после «Дорогого мальчика» у Крупеникова на некоторое время проснулась «звёздная болезнь».
Как у многих детей-актёров, его кинокарьера сошла на нет по мере его взросления. Во время съёмок последнего фильма Крупеникова «Волшебный голос Джельсомино» ему было уже 14 лет и он учился в восьмом классе, из-за чего перед ним остро встал вопрос: или продолжать сниматься в кино, или заняться образованием. Одним из аргументов в пользу завершения кинокарьеры стало то, что в фильмах «Дорогой мальчик» и «Волшебный голос Джельсомино» персонажей Крупеникова озвучивали другие актёры. После «Джельсомино» у Крупеникова была лишь одна кинопроба в Минске к оставшемуся неизвестным фильму, которую он не прошёл, после чего приглашения в кино больше не поступали.

### После кино
В 1977 году увлёкся математикой, поступил в Ленинградский технологический институт холодильной промышленности.
После института служил офицером в армии на Кольском полуострове начальником продовольственной службы полка, затем работал в ленинградской торговой фирме «Гастроном».
В 1980-х годах создал свою компанию «Холодильный сервис».

### Гибель
Погиб в возрасте 49 лет 26 августа 2012 года: ехал на велосипеде и был сбит мотоциклистами около часа ночи в Белоострове у озера Первое на Александровском шоссе. Похоронен 1 сентября на Песочинском кладбище.

## Фильмография
| Год  |     | Название                             | Роль                                                |
| ---- | --- | ------------------------------------ | --------------------------------------------------- |
| 1972 | кор | Мальчик и машина                     | мальчик                                             |
| 1973 | кор | Где это видано, где это слыхано      | Денис Кораблёв                                      |
| 1974 | ф   | Дорогой мальчик                      | Джордж Роб-Ронсон (роль озвучила Ярослава Турылёва) |
| 1976 | ф   | Весёлое сновидение, или Смех и слёзы | пионер Андрюша Попов                                |
| 1977 | ф   | Волшебный голос Джельсомино          | Джельсомино (роль озвучил Сергей Беликов)           |